# Cistus verguinii
Cistus verguinii là một loài thực vật có hoa trong họ Nham mân khôi. Loài này được Coste mô tả khoa học đầu tiên năm 1908.